# Abdon Atangana
Pour les articles homonymes, voir Atangana.
 (juin 2025).
Abdon Atangana est un enseignant-chercheur en mathématiques d'origine camerounaise. Il se spécialise dans les mathématiques appliquées.

## Biographie

### Vie et éducation
Abdon Atangana est né le 1er octobre 1985 à Elig-Mfomo, une commune de la région du Centre du Cameroun. Marié à Ernestine Alabaraoye, il a fait une partie de ses études au Cameroun  au lycée d'Obala puis à l'Université de Yaoundé 1.
Il soutient un doctorat en mathématiques appliquées à l'institut Groundwater Studies, University of the Free State, Bloemfontein en Afrique du Sud en 2013.

### Carrière

#### Enseignement
Abdon Atangana est un professeur de mathématiques appliquées qui enseigne en Afrique du Sud. Il est devenu le plus jeune mathématicien africain à rejoindre la liste Clarivate Web of Science.

#### Recherches
Ses intérêts de recherche sont les méthodes et les applications des équations différentielles partielles et ordinaires, les équations différentielles fractionnaires, les méthodes de perturbations, les méthodes asymptotiques, les méthodes itératives et la modélisation des eaux souterraines. Il est le fondateur du calcul fractionnaire avec des noyaux non-locaux et non-singuliers. Il a participé à créer une dérivée nommée Atangana–Baleanu fractional derivates.
Il est éditeur en chef ou coéditeur de plus d'une vingtaine de journaux scientifiques en mathématiques pures et appliquées[réf. souhaitée].

### Prix
- En 2017, 2019 et 2020, il a été l'un des mathématiciens les plus cités selon le Clarivate Web[5],[3],[7].
- En 2020, il a reçu le Prix TWAS Mohammad A. Hamdan décerné par The World Academy of Sciences[5],[8].
- En 2023, il reçoit le premier Prix international Unesco-AI Fozan pour la promotion des jeunes scientifiques en sciences, technologie, ingénierie et mathématiques. Il s’agit d’un prix biennal créé par l’Unesco en 2021, en partenariat avec la Fondation Al-Fozan d’Arabie Saoudite[9].

## Œuvres
- Numerical Methods for Fractional Differentiation[10].
- Derivative with a New Parameter: Theory, Methods and Applications[11].
- Fractional Operators with Constant and Variable Order with Application to Geo-hydrology[12].
- New Numerical Scheme with Newton Polynomial: Theory, Methods, and Applications[13]
- Integral Transforms and Engineering: Theory, Methods, and Applications[14]
- Mathematical Modeling and Soft Computing in Epidemiology[15]
- Fractional Order Analysis: Theory, Methods and Applications[16]
- Applications of Fractional Calculus to Modeling in Dynamics and Chaos[17]
- Applications of Piecewise Defined Fractional Operators (Advanced Studies in Complex Systems)[18]
- Theory and Methods of Piecewise Defined Fractional Operators (Advanced Studies in Complex Systems)[19]
- Epidemiological Modeling with Application to Covid-19 (Advanced Studies in Complex Systems)[20]
- Mathematical Analysis of Groundwater Flow Models[21]